# Inevitabilmente (Lettera dal carcere)
Inevitabilmente (Lettera dal carcere) è un brano scritto da Enrico Ruggeri e Luigi Schiavone per Fiorella Mannoia; viene inserito come settima traccia nell'album I treni a vapore di Fiorella Mannoia.
La canzone viene inserita nella colonna sonora del film Caro diario di Nanni Moretti del 1993.
Nel 1999 Enrico Ruggeri reinterpreta il brano inserendolo nell'album L'isola dei tesori. 
Nel 2007 Fiorella Mannoia inserisce il brano nella raccolta Canzoni nel tempo, dove compare semplicemente con il titolo Inevitabilmente.